# Rejon przedgórski
Rejon przedgórski (ros.: Предгорный район, Priedgornyj rajon) – rejon w Kraju Stawropolskim w Rosji z siedzibą we wsi Jessientukskaja.